# SUPER 8 Classic 2023
SUPER 8 Classic 2023 var den 12. udgave af det belgiske cykelløb SUPER 8 Classic (tidligere Primus Classic). Det blev kørt den 16. september 2023 med start i Brakel i Østflandern. Løbet var en del af UCI ProSeries 2023.
Løbet blev vundet af hollandske Mathieu van der Poel fra Alpecin-Deceuninck.

## Resultater
| \| Samlede stilling \| Samlede stilling \| Samlede stilling \| Samlede stilling \| Samlede stilling \| \| Rytter \| Rytter \| Hold \| Tid \| \| \| ---------------- \| -------------------- \| ---------------------- \| ---------------- \| ---------------- \| \| 1. \| Mathieu van der Poel \| Alpecin-Deceuninck \| 4t 39' 29" \| \| \| 2. \| Anthony Turgis \| TotalEnergies \| + 0" \| \| \| 3. \| Florian Vermeersch \| Lotto Dstny \| + 0" \| \| \| 4. \| Lars Boven \| Jumbo-Visma \| + 0" \| \| \| 5. \| Jakob Fuglsang \| Israel-Premier Tech \| + 0" \| \| \| 6. \| Gianni Vermeersch \| Alpecin-Deceuninck \| + 7" \| \| \| 7. \| Alexander Kristoff \| Uno-X Pro Cycling Team \| + 15" \| \| \| 8. \| Luka Mezgec \| Team Jayco AlUla \| + 15" \| \| \| 9. \| Florian Sénéchal \| Soudal Quick-Step \| + 15" \| \| \| 10. \| Sandy Dujardin \| TotalEnergies \| + 15" \| \| |                      |                        |            |
| |                      |                        |            |
| Kilde: ProCyclingStats |                      |                        |            |
| Samlede stilling |                      |                        |            |
| Rytter | Rytter               | Hold                   | Tid        |
| 1. | Mathieu van der Poel | Alpecin-Deceuninck     | 4t 39' 29" |
| 2. | Anthony Turgis       | TotalEnergies          | + 0"       |
| 3. | Florian Vermeersch   | Lotto Dstny            | + 0"       |
| 4. | Lars Boven           | Jumbo-Visma            | + 0"       |
| 5. | Jakob Fuglsang       | Israel-Premier Tech    | + 0"       |
| 6. | Gianni Vermeersch    | Alpecin-Deceuninck     | + 7"       |
| 7. | Alexander Kristoff   | Uno-X Pro Cycling Team | + 15"      |
| 8. | Luka Mezgec          | Team Jayco AlUla       | + 15"      |
| 9. | Florian Sénéchal     | Soudal Quick-Step      | + 15"      |
| 10. | Sandy Dujardin       | TotalEnergies          | + 15"      |

## Hold og ryttere
| UCI WorldTeams (12)- AG2R Citroën Team - Alpecin-Deceuninck - Cofidis - Intermarché-Circus-Wanty - Jumbo-Visma - Lidl-Trek - Movistar Team - Soudal Quick-Step - Arkéa-Samsic - Team DSM-Firmenich - Team Jayco AlUla - UAE Team Emirates UCI ProTeams (7)- Bingoal WB - Bolton Equities Black Spoke Pro Cycling - Israel-Premier Tech - Lotto Dstny - Team Flanders-Baloise - Tudor Pro Cycling Team - Uno-X Pro Cycling Team UCI Kontinentalhold- Matériel-vélo.com |
| |

### Danske ryttere
| Danske ryttere på startlisten |                      |                        |           |
| Rygnummer                     | Rytter               | Hold                   | Placering |
| 3                             | Søren Kragh Andersen | Alpecin-Deceuninck     | 16        |
| 22                            | Joshua Gudnitz       | Cofidis                | DNF       |
| 55                            | Mads Pedersen        | Lidl-Trek              | DNF       |
| 63                            | Mathias Norsgaard    | Movistar Team          | DNF       |
| 73                            | Michael Mørkøv       | Soudal Quick-Step      | DNF       |
| 105                           | Adam Holm Jørgensen  | Team Jayco AlUla       | DNF       |
| 134                           | Jakob Fuglsang       | Israel-Premier Tech    | 5         |
| 182                           | Marcus Sander Hansen | Uno-X Pro Cycling Team | DNF       |
| 183                           | Niklas Larsen        | Uno-X Pro Cycling Team | DNF       |
| 187                           | William Blume Levy   | Uno-X Pro Cycling Team | DNF       |

* DNF = gennemførte ikke

### Startliste
| Alpecin-Deceuninck ADC | Alpecin-Deceuninck ADC                | Alpecin-Deceuninck ADC |
| ---------------------- | ------------------------------------- | ---------------------- |
| Nr.                    | Rytter                                | Placering              |
| 1                      | Mathieu van der Poel (NED) (landevej) | 1.                     |
| 2                      | Silvan Dillier (SUI)                  | 44.                    |
| 3                      | Søren Kragh Andersen (DEN)            | 16.                    |
| 4                      | Senne Leysen (BEL)                    | DNF                    |
| 5                      | David van der Poel (NED)              | DNF                    |
| 6                      | Jakub Mareczko (ITA)                  | DNF                    |
| 7                      | Gianni Vermeersch (BEL)               | 6.                     |

| AG2R Citroën Team ACT | AG2R Citroën Team ACT   | AG2R Citroën Team ACT |
| --------------------- | ----------------------- | --------------------- |
| Nr.                   | Rytter                  | Placering             |
| 11                    | Jordan Labrosse (FRA)   | DNF                   |
| 12                    | Pierre Gautherat (FRA)  | DNF                   |
| 13                    | Antoine Raugel (FRA)    | DNF                   |
| 14                    | Lawrence Naesen (BEL)   | DNF                   |
| 15                    | Oliver Naesen (BEL)     | 24.                   |
| 16                    | Clément Venturini (FRA) | 21.                   |
| 17                    | Stan Dewulf (BEL)       | 29.                   |

| Cofidis COF | Cofidis COF              | Cofidis COF |
| ----------- | ------------------------ | ----------- |
| Nr.         | Rytter                   | Placering   |
| 21          | Bryan Coquard (FRA)      | 15.         |
| 22          | Joshua Gudnitz (DEN)     | DNF         |
| 23          | Ilan Larmet (FRA)        | DNF         |
| 24          | Christophe Noppe (BEL)   | DNF         |
| 25          | Alexis Renard (FRA)      | DNF         |
| 26          | Jelle Wallays (BEL)      | DNF         |
| 27          | Alexandre Delettre (FRA) | 47.         |

| Intermarché-Circus-Wanty ICW | Intermarché-Circus-Wanty ICW | Intermarché-Circus-Wanty ICW |
| ---------------------------- | ---------------------------- | ---------------------------- |
| Nr.                          | Rytter                       | Placering                    |
| 31                           | Biniam Girmay (ERI)          | DNS                          |
| 32                           | Aimé De Gendt (BEL)          | 49.                          |
| 33                           | Dries De Pooter (BEL)        | 46.                          |
| 34                           | Mike Teunissen (NED)         | 11.                          |
| 35                           | Madis Mihkels (EST)          | 38.                          |
| 36                           | Arne Marit (BEL)             | DNF                          |
| 37                           | Dylan Vandenstorme (BEL)     | 45.                          |

| Jumbo-Visma TJV | Jumbo-Visma TJV          | Jumbo-Visma TJV |
| --------------- | ------------------------ | --------------- |
| Nr.             | Rytter                   | Placering       |
| 41              | Per Strand Hagenes (NOR) | 28.             |
| 42              | Lennard Hofstede (NED)   | DNF             |
| 43              | Christophe Laporte (FRA) | 42.             |
| 44              | Lars Boven (NED)         | 4.              |
| 45              | Owen Geleijn (NED)       | 35.             |
| 46              | Tim van Dijke (NED)      | 34.             |
| 47              | Tosh Van der Sande (BEL) | 32.             |

| Lidl-Trek LTK | Lidl-Trek LTK                  | Lidl-Trek LTK |
| ------------- | ------------------------------ | ------------- |
| Nr.           | Rytter                         | Placering     |
| 51            | Jasper Stuyven (BEL)           | 17.           |
| 52            | Daan Hoole (NED)               | 52.           |
| 53            | Emīls Liepiņš (LAT) (landevej) | 31.           |
| 54            | Thibau Nys (BEL)               | DNF           |
| 55            | Mads Pedersen (DEN)            | DNF           |
| 56            | Tim Torn Teutenberg (GER)      | DNF           |
| 57            | Nils Aebersold (SUI)           | DNF           |

| Movistar Team MOV | Movistar Team MOV           | Movistar Team MOV |
| ----------------- | --------------------------- | ----------------- |
| Nr.               | Rytter                      | Placering         |
| 61                | Gonzalo Serrano (ESP)       | 23.               |
| 62                | Juri Hollmann (GER)         | DNF               |
| 63                | Mathias Norsgaard (DEN)     | DNF               |
| 64                | Abner González (PUR)        | DNF               |
| 65                | Lluís Mas (ESP)             | DNF               |
| 66                | Vinicius Rangel Costa (BRA) | DNF               |
| 67                | Johan Jacobs (SUI)          | DNS               |

| Soudal Quick-Step SOQ | Soudal Quick-Step SOQ  | Soudal Quick-Step SOQ |
| --------------------- | ---------------------- | --------------------- |
| Nr.                   | Rytter                 | Placering             |
| 71                    | Yves Lampaert (BEL)    | 43.                   |
| 72                    | Warre Vangheluwe (BEL) | DNF                   |
| 73                    | Michael Mørkøv (DEN)   | DNF                   |
| 74                    | Florian Sénéchal (FRA) | 9.                    |
| 75                    | Stan Van Tricht (BEL)  | DNF                   |
| 76                    | Ethan Vernon (GBR)     | DNF                   |
| 77                    | Jannik Steimle (GER)   | DNF                   |

| Arkéa-Samsic ARK | Arkéa-Samsic ARK      | Arkéa-Samsic ARK |
| ---------------- | --------------------- | ---------------- |
| Nr.              | Rytter                | Placering        |
| 81               | Jenthe Biermans (BEL) | 18.              |
| 82               | Clément Russo (FRA)   | DNF              |
| 83               | Amaury Capiot (BEL)   | DNF              |
| 84               | Arnaud Démare (FRA)   | DNF              |
| 85               | Donavan Grondin (FRA) | DNF              |
| 86               | Daniel McLay (GBR)    | DNF              |
| 87               | Luca Mozzato (ITA)    | 12.              |

| Team DSM-Firmenich DSM | Team DSM-Firmenich DSM    | Team DSM-Firmenich DSM |
| ---------------------- | ------------------------- | ---------------------- |
| Nr.                    | Rytter                    | Placering              |
| 91                     | Sam Welsford (AUS)        | DNF                    |
| 92                     | John Degenkolb (GER)      | 39.                    |
| 93                     | Alexander Edmondson (AUS) | DNF                    |
| 94                     | Nils Eekhoff (NED)        | DNF                    |
| 95                     | Patrick Eddy (AUS)        | DNF                    |
| 96                     | Frank van den Broek (NED) | 51.                    |
| 97                     | Pavel Bittner (CZE)       | 22.                    |

| Team Jayco AlUla JAY | Team Jayco AlUla JAY        | Team Jayco AlUla JAY |
| -------------------- | --------------------------- | -------------------- |
| Nr.                  | Rytter                      | Placering            |
| 101                  | Amund Grøndahl Jansen (NOR) | DNF                  |
| 102                  | Luka Mezgec (SLO)           | 8.                   |
| 103                  | Kelland O'Brien (AUS)       | DNF                  |
| 104                  | Lukas Pöstlberger (AUT)     | DNF                  |
| 105                  | Adam Holm Jørgensen (DEN)   | DNF                  |
| 106                  | Hamish McKenzie (AUS)       | DNF                  |
| 107                  | Blake Quick (AUS)           | DNF                  |

| UAE Team Emirates UAD | UAE Team Emirates UAD      | UAE Team Emirates UAD |
| --------------------- | -------------------------- | --------------------- |
| Nr.                   | Rytter                     | Placering             |
| 111                   | Matteo Trentin (ITA)       | 36.                   |
| 112                   | Ryan Gibbons (RSA)         | DNF                   |
| 113                   | Felix Groß (GER)           | DNF                   |
| 114                   | Álvaro Hodeg (COL)         | DNF                   |
| 115                   | Michael Vink (NZL)         | DNF                   |
| 116                   | Vegard Stake Laengen (NOR) | DNF                   |

| Bingoal WB BWB | Bingoal WB BWB          | Bingoal WB BWB |
| -------------- | ----------------------- | -------------- |
| Nr.            | Rytter                  | Placering      |
| 121            | Marco Tizza (ITA)       | DNF            |
| 122            | Louis Blouwe (BEL)      | DNF            |
| 123            | Dimitri Peyskens (BEL)  | 30.            |
| 124            | Michiel Lambrecht (BEL) | DNF            |
| 125            | Luca Van Boven (BEL)    | 33.            |
| 126            | Rémy Mertz (BEL)        | DNF            |
| 127            | Kenneth Van Rooy (BEL)  | DNF            |

| Israel-Premier Tech IPT | Israel-Premier Tech IPT | Israel-Premier Tech IPT |
| ----------------------- | ----------------------- | ----------------------- |
| Nr.                     | Rytter                  | Placering               |
| 131                     | Giacomo Nizzolo (ITA)   | 27.                     |
| 132                     | Reto Hollenstein (SUI)  | DNF                     |
| 133                     | Omer Goldstein (ISR)    | 26.                     |
| 134                     | Jakob Fuglsang (DEN)    | 5.                      |
| 135                     | Riley Sheehan (USA)     | DNF                     |
| 136                     | Guy Sagiv (ISR)         | DNF                     |
| 137                     | Tom Van Asbroeck (BEL)  | 20.                     |

| Lotto Dstny LTD | Lotto Dstny LTD          | Lotto Dstny LTD |
| --------------- | ------------------------ | --------------- |
| Nr.             | Rytter                   | Placering       |
| 141             | Victor Campenaerts (BEL) | 40.             |
| 142             | Jasper De Buyst (BEL)    | 14.             |
| 143             | Brent Van Moer (BEL)     | 37.             |
| 144             | Frederik Frison (BEL)    | DNF             |
| 145             | Arjen Livyns (BEL)       | DNF             |
| 146             | Alec Segaert (BEL)       | DNF             |
| 147             | Florian Vermeersch (BEL) | 3.              |

| Team Flanders-Baloise TFB | Team Flanders-Baloise TFB | Team Flanders-Baloise TFB |
| ------------------------- | ------------------------- | ------------------------- |
| Nr.                       | Rytter                    | Placering                 |
| 151                       | Elias Maris (BEL)         | DNF                       |
| 152                       | Kamiel Bonneu (BEL)       | 50.                       |
| 153                       | Sander De Pestel (BEL)    | 25.                       |
| 154                       | Jenno Berckmoes (BEL)     | DNF                       |
| 155                       | Gilles De Wilde (BEL)     | 41.                       |
| 156                       | Ward Vanhoof (BEL)        | DNF                       |
| 157                       | Vito Braet (BEL)          | DNF                       |

| TotalEnergies TEN | TotalEnergies TEN          | TotalEnergies TEN |
| ----------------- | -------------------------- | ----------------- |
| Nr.               | Rytter                     | Placering         |
| 161               | Edvald Boasson Hagen (NOR) | DNF               |
| 162               | Maciej Bodnar (POL)        | DNF               |
| 163               | Sandy Dujardin (FRA)       | 10.               |
| 164               | Émilien Jeannière (FRA)    | 13.               |
| 165               | Lorrenzo Manzin (FRA)      | DNF               |
| 166               | Daniel Oss (ITA)           | DNF               |
| 167               | Anthony Turgis (FRA)       | 2.                |

| Tudor Pro Cycling Team TUD | Tudor Pro Cycling Team TUD  | Tudor Pro Cycling Team TUD |
| -------------------------- | --------------------------- | -------------------------- |
| Nr.                        | Rytter                      | Placering                  |
| 171                        | Nils Brun (SUI)             | DNF                        |
| 172                        | Robin Froidevaux (SUI)      | DNF                        |
| 173                        | Miká Heming (GER)           | DNF                        |
| 174                        | Petr Kelemen (CZE)          | DNF                        |
| 175                        | Simon Pellaud (SUI)         | DNF                        |
| 176                        | Rick Pluimers (NED)         | 19.                        |
| 177                        | Sébastien Reichenbach (SUI) | DNF                        |

| Uno-X Pro Cycling Team UXT | Uno-X Pro Cycling Team UXT  | Uno-X Pro Cycling Team UXT |
| -------------------------- | --------------------------- | -------------------------- |
| Nr.                        | Rytter                      | Placering                  |
| 181                        | Alexander Kristoff (NOR)    | 7.                         |
| 182                        | Marcus Sander Hansen (DEN)  | DNF                        |
| 183                        | Niklas Larsen (DEN)         | DNF                        |
| 184                        | Søren Wærenskjold (NOR)     | DNF                        |
| 185                        | Jonas Abrahamsen (NOR)      | 48.                        |
| 186                        | Erik Nordsæter Resell (NOR) | DNF                        |
| 187                        | William Blume Levy (DEN)    | DNF                        |

| Alpecin-Deceuninck ADC | Alpecin-Deceuninck ADC                | Alpecin-Deceuninck ADC |
| ---------------------- | ------------------------------------- | ---------------------- |
| Nr.                    | Rytter                                | Placering              |
| 1                      | Mathieu van der Poel (NED) (landevej) | 1.                     |
| 2                      | Silvan Dillier (SUI)                  | 44.                    |
| 3                      | Søren Kragh Andersen (DEN)            | 16.                    |
| 4                      | Senne Leysen (BEL)                    | DNF                    |
| 5                      | David van der Poel (NED)              | DNF                    |
| 6                      | Jakub Mareczko (ITA)                  | DNF                    |
| 7                      | Gianni Vermeersch (BEL)               | 6.                     |

| AG2R Citroën Team ACT | AG2R Citroën Team ACT   | AG2R Citroën Team ACT |
| --------------------- | ----------------------- | --------------------- |
| Nr.                   | Rytter                  | Placering             |
| 11                    | Jordan Labrosse (FRA)   | DNF                   |
| 12                    | Pierre Gautherat (FRA)  | DNF                   |
| 13                    | Antoine Raugel (FRA)    | DNF                   |
| 14                    | Lawrence Naesen (BEL)   | DNF                   |
| 15                    | Oliver Naesen (BEL)     | 24.                   |
| 16                    | Clément Venturini (FRA) | 21.                   |
| 17                    | Stan Dewulf (BEL)       | 29.                   |

| Cofidis COF | Cofidis COF              | Cofidis COF |
| ----------- | ------------------------ | ----------- |
| Nr.         | Rytter                   | Placering   |
| 21          | Bryan Coquard (FRA)      | 15.         |
| 22          | Joshua Gudnitz (DEN)     | DNF         |
| 23          | Ilan Larmet (FRA)        | DNF         |
| 24          | Christophe Noppe (BEL)   | DNF         |
| 25          | Alexis Renard (FRA)      | DNF         |
| 26          | Jelle Wallays (BEL)      | DNF         |
| 27          | Alexandre Delettre (FRA) | 47.         |

| Intermarché-Circus-Wanty ICW | Intermarché-Circus-Wanty ICW | Intermarché-Circus-Wanty ICW |
| ---------------------------- | ---------------------------- | ---------------------------- |
| Nr.                          | Rytter                       | Placering                    |
| 31                           | Biniam Girmay (ERI)          | DNS                          |
| 32                           | Aimé De Gendt (BEL)          | 49.                          |
| 33                           | Dries De Pooter (BEL)        | 46.                          |
| 34                           | Mike Teunissen (NED)         | 11.                          |
| 35                           | Madis Mihkels (EST)          | 38.                          |
| 36                           | Arne Marit (BEL)             | DNF                          |
| 37                           | Dylan Vandenstorme (BEL)     | 45.                          |

| Jumbo-Visma TJV | Jumbo-Visma TJV          | Jumbo-Visma TJV |
| --------------- | ------------------------ | --------------- |
| Nr.             | Rytter                   | Placering       |
| 41              | Per Strand Hagenes (NOR) | 28.             |
| 42              | Lennard Hofstede (NED)   | DNF             |
| 43              | Christophe Laporte (FRA) | 42.             |
| 44              | Lars Boven (NED)         | 4.              |
| 45              | Owen Geleijn (NED)       | 35.             |
| 46              | Tim van Dijke (NED)      | 34.             |
| 47              | Tosh Van der Sande (BEL) | 32.             |

| Lidl-Trek LTK | Lidl-Trek LTK                  | Lidl-Trek LTK |
| ------------- | ------------------------------ | ------------- |
| Nr.           | Rytter                         | Placering     |
| 51            | Jasper Stuyven (BEL)           | 17.           |
| 52            | Daan Hoole (NED)               | 52.           |
| 53            | Emīls Liepiņš (LAT) (landevej) | 31.           |
| 54            | Thibau Nys (BEL)               | DNF           |
| 55            | Mads Pedersen (DEN)            | DNF           |
| 56            | Tim Torn Teutenberg (GER)      | DNF           |
| 57            | Nils Aebersold (SUI)           | DNF           |

| Movistar Team MOV | Movistar Team MOV           | Movistar Team MOV |
| ----------------- | --------------------------- | ----------------- |
| Nr.               | Rytter                      | Placering         |
| 61                | Gonzalo Serrano (ESP)       | 23.               |
| 62                | Juri Hollmann (GER)         | DNF               |
| 63                | Mathias Norsgaard (DEN)     | DNF               |
| 64                | Abner González (PUR)        | DNF               |
| 65                | Lluís Mas (ESP)             | DNF               |
| 66                | Vinicius Rangel Costa (BRA) | DNF               |
| 67                | Johan Jacobs (SUI)          | DNS               |

| Soudal Quick-Step SOQ | Soudal Quick-Step SOQ  | Soudal Quick-Step SOQ |
| --------------------- | ---------------------- | --------------------- |
| Nr.                   | Rytter                 | Placering             |
| 71                    | Yves Lampaert (BEL)    | 43.                   |
| 72                    | Warre Vangheluwe (BEL) | DNF                   |
| 73                    | Michael Mørkøv (DEN)   | DNF                   |
| 74                    | Florian Sénéchal (FRA) | 9.                    |
| 75                    | Stan Van Tricht (BEL)  | DNF                   |
| 76                    | Ethan Vernon (GBR)     | DNF                   |
| 77                    | Jannik Steimle (GER)   | DNF                   |

| Arkéa-Samsic ARK | Arkéa-Samsic ARK      | Arkéa-Samsic ARK |
| ---------------- | --------------------- | ---------------- |
| Nr.              | Rytter                | Placering        |
| 81               | Jenthe Biermans (BEL) | 18.              |
| 82               | Clément Russo (FRA)   | DNF              |
| 83               | Amaury Capiot (BEL)   | DNF              |
| 84               | Arnaud Démare (FRA)   | DNF              |
| 85               | Donavan Grondin (FRA) | DNF              |
| 86               | Daniel McLay (GBR)    | DNF              |
| 87               | Luca Mozzato (ITA)    | 12.              |

| Team DSM-Firmenich DSM | Team DSM-Firmenich DSM    | Team DSM-Firmenich DSM |
| ---------------------- | ------------------------- | ---------------------- |
| Nr.                    | Rytter                    | Placering              |
| 91                     | Sam Welsford (AUS)        | DNF                    |
| 92                     | John Degenkolb (GER)      | 39.                    |
| 93                     | Alexander Edmondson (AUS) | DNF                    |
| 94                     | Nils Eekhoff (NED)        | DNF                    |
| 95                     | Patrick Eddy (AUS)        | DNF                    |
| 96                     | Frank van den Broek (NED) | 51.                    |
| 97                     | Pavel Bittner (CZE)       | 22.                    |

| Team Jayco AlUla JAY | Team Jayco AlUla JAY        | Team Jayco AlUla JAY |
| -------------------- | --------------------------- | -------------------- |
| Nr.                  | Rytter                      | Placering            |
| 101                  | Amund Grøndahl Jansen (NOR) | DNF                  |
| 102                  | Luka Mezgec (SLO)           | 8.                   |
| 103                  | Kelland O'Brien (AUS)       | DNF                  |
| 104                  | Lukas Pöstlberger (AUT)     | DNF                  |
| 105                  | Adam Holm Jørgensen (DEN)   | DNF                  |
| 106                  | Hamish McKenzie (AUS)       | DNF                  |
| 107                  | Blake Quick (AUS)           | DNF                  |

| UAE Team Emirates UAD | UAE Team Emirates UAD      | UAE Team Emirates UAD |
| --------------------- | -------------------------- | --------------------- |
| Nr.                   | Rytter                     | Placering             |
| 111                   | Matteo Trentin (ITA)       | 36.                   |
| 112                   | Ryan Gibbons (RSA)         | DNF                   |
| 113                   | Felix Groß (GER)           | DNF                   |
| 114                   | Álvaro Hodeg (COL)         | DNF                   |
| 115                   | Michael Vink (NZL)         | DNF                   |
| 116                   | Vegard Stake Laengen (NOR) | DNF                   |

| Bingoal WB BWB | Bingoal WB BWB          | Bingoal WB BWB |
| -------------- | ----------------------- | -------------- |
| Nr.            | Rytter                  | Placering      |
| 121            | Marco Tizza (ITA)       | DNF            |
| 122            | Louis Blouwe (BEL)      | DNF            |
| 123            | Dimitri Peyskens (BEL)  | 30.            |
| 124            | Michiel Lambrecht (BEL) | DNF            |
| 125            | Luca Van Boven (BEL)    | 33.            |
| 126            | Rémy Mertz (BEL)        | DNF            |
| 127            | Kenneth Van Rooy (BEL)  | DNF            |

| Israel-Premier Tech IPT | Israel-Premier Tech IPT | Israel-Premier Tech IPT |
| ----------------------- | ----------------------- | ----------------------- |
| Nr.                     | Rytter                  | Placering               |
| 131                     | Giacomo Nizzolo (ITA)   | 27.                     |
| 132                     | Reto Hollenstein (SUI)  | DNF                     |
| 133                     | Omer Goldstein (ISR)    | 26.                     |
| 134                     | Jakob Fuglsang (DEN)    | 5.                      |
| 135                     | Riley Sheehan (USA)     | DNF                     |
| 136                     | Guy Sagiv (ISR)         | DNF                     |
| 137                     | Tom Van Asbroeck (BEL)  | 20.                     |

| Lotto Dstny LTD | Lotto Dstny LTD          | Lotto Dstny LTD |
| --------------- | ------------------------ | --------------- |
| Nr.             | Rytter                   | Placering       |
| 141             | Victor Campenaerts (BEL) | 40.             |
| 142             | Jasper De Buyst (BEL)    | 14.             |
| 143             | Brent Van Moer (BEL)     | 37.             |
| 144             | Frederik Frison (BEL)    | DNF             |
| 145             | Arjen Livyns (BEL)       | DNF             |
| 146             | Alec Segaert (BEL)       | DNF             |
| 147             | Florian Vermeersch (BEL) | 3.              |

| Team Flanders-Baloise TFB | Team Flanders-Baloise TFB | Team Flanders-Baloise TFB |
| ------------------------- | ------------------------- | ------------------------- |
| Nr.                       | Rytter                    | Placering                 |
| 151                       | Elias Maris (BEL)         | DNF                       |
| 152                       | Kamiel Bonneu (BEL)       | 50.                       |
| 153                       | Sander De Pestel (BEL)    | 25.                       |
| 154                       | Jenno Berckmoes (BEL)     | DNF                       |
| 155                       | Gilles De Wilde (BEL)     | 41.                       |
| 156                       | Ward Vanhoof (BEL)        | DNF                       |
| 157                       | Vito Braet (BEL)          | DNF                       |

| TotalEnergies TEN | TotalEnergies TEN          | TotalEnergies TEN |
| ----------------- | -------------------------- | ----------------- |
| Nr.               | Rytter                     | Placering         |
| 161               | Edvald Boasson Hagen (NOR) | DNF               |
| 162               | Maciej Bodnar (POL)        | DNF               |
| 163               | Sandy Dujardin (FRA)       | 10.               |
| 164               | Émilien Jeannière (FRA)    | 13.               |
| 165               | Lorrenzo Manzin (FRA)      | DNF               |
| 166               | Daniel Oss (ITA)           | DNF               |
| 167               | Anthony Turgis (FRA)       | 2.                |

| Tudor Pro Cycling Team TUD | Tudor Pro Cycling Team TUD  | Tudor Pro Cycling Team TUD |
| -------------------------- | --------------------------- | -------------------------- |
| Nr.                        | Rytter                      | Placering                  |
| 171                        | Nils Brun (SUI)             | DNF                        |
| 172                        | Robin Froidevaux (SUI)      | DNF                        |
| 173                        | Miká Heming (GER)           | DNF                        |
| 174                        | Petr Kelemen (CZE)          | DNF                        |
| 175                        | Simon Pellaud (SUI)         | DNF                        |
| 176                        | Rick Pluimers (NED)         | 19.                        |
| 177                        | Sébastien Reichenbach (SUI) | DNF                        |

| Uno-X Pro Cycling Team UXT | Uno-X Pro Cycling Team UXT  | Uno-X Pro Cycling Team UXT |
| -------------------------- | --------------------------- | -------------------------- |
| Nr.                        | Rytter                      | Placering                  |
| 181                        | Alexander Kristoff (NOR)    | 7.                         |
| 182                        | Marcus Sander Hansen (DEN)  | DNF                        |
| 183                        | Niklas Larsen (DEN)         | DNF                        |
| 184                        | Søren Wærenskjold (NOR)     | DNF                        |
| 185                        | Jonas Abrahamsen (NOR)      | 48.                        |
| 186                        | Erik Nordsæter Resell (NOR) | DNF                        |
| 187                        | William Blume Levy (DEN)    | DNF                        |